# Quốc lộ 18B
Quốc lộ 18B là tuyến đường quốc lộ dài 17 km trên địa bàn tỉnh Quảng Ninh, Việt Nam. Đường quốc lộ 18B trước đây là đường tỉnh 340.

## Vị trí
Tuyến quốc lộ 18B dài 17 km, đi qua 2 xã là xã Quảng Thành và xã Quảng Đức thuộc huyện Hải Hà.
Quốc lộ này bắt đầu từ điểm giao với Quốc lộ 18 tại xã Quảng Thành, huyện Hải Hà rồi đi theo hướng bắc đến cửa khẩu Bắc Phong Sinh, xã Quảng Đức, huyện Hải Hà.
Quốc lộ này đi qua địa hình vùng núi hiểm trở, nhiều dốc cao, tầm nhìn khuất. Đặc biệt khi có hiện tượng sương mù (tại xã Quảng Đức) thì tầm nhìn khi di chuyển trên tuyến quốc lộ này giảm xuống.
Trên đây là danh sách các địa phương có tuyến quốc lộ 18B chạy qua: 
| Thứ tự | Tỉnh / Thành phố   | Huyện / Thành phố   | Xã / Phường    | Chiều dài |
| ------ | ------------------ | ------------------- | -------------- | --------- |
| 1      | Quảng Ninh         | Hải Hà              | Xã Quảng Thành | 3,6 km    |
| 1      | Quảng Ninh         | Hải Hà              | Xã Quảng Đức   | 13,4 km   |
| Tổng   | 1 Tỉnh / Thành phố | 1 Huyện / Thành phố | 2 Xã / Phường  | 17 km     |

## Lịch sử tuyến đường
- Trước năm 2009, việc đi lại từ Hải Hà đến Bắc Phong Sinh còn hạn chế.
- Năm 2009, Ủy ban nhân dân tỉnh Quảng Ninh phê duyệt dự án cải tạo, nâng cấp đường tỉnh lộ 340 với quy mô đường cấp III miền núi, tổng chiều dài 16,4 km và chiều rộng mặt đường là 8 m thảm nhựa. Công trình có tổng mức đầu tư trên 286 tỷ đồng, được khởi công năm 2010 và đưa vào sử dụng từ đầu năm 2013.[4][5]
- Sau khi đưa công trình đường tỉnh 340 vào sử dụng, đường tỉnh 340 được đổi tên là Đường Quốc lộ 18B (chưa rõ thời gian đổi tên tuyến đường).

## Chi tiết tuyến đường

### Tổng chiều dài:
Tổng chiều dài của Đường Quốc lộ 18B là 17 km

### Cầu trên tuyến:
Quốc lộ 18B chỉ có duy nhất 1 cây cầu là cầu Quảng Đức tại km 4+985 và một số cống chui, cống thoát nước.

### Vận tốc thiết kế:
- Vận tốc tối đa: 60 km/h.
- Vận tốc tối thiểu: 30 km/h.

### Quy mô làn xe:
- Quy mô: 2 làn xe
- Nền đường rộng: 8m.

## Các điểm giao cắt
- IC : Điểm giao cắt, TN : Hầm đường bộ, BR : Cầu, PS : Đèo
- Đơn vị đo khoảng cách là km.

| Số                                                  | Tên                                                 | Khoảng cách từ đầu tuyến                            | Kết nối                                             | Ghi chú                                             | Vị trí                                              | Vị trí                                              | Vị trí                                              |
| Kết nối trực tiếp với Quốc lộ 18 tại Xã Quảng Thành | Kết nối trực tiếp với Quốc lộ 18 tại Xã Quảng Thành | Kết nối trực tiếp với Quốc lộ 18 tại Xã Quảng Thành | Kết nối trực tiếp với Quốc lộ 18 tại Xã Quảng Thành | Kết nối trực tiếp với Quốc lộ 18 tại Xã Quảng Thành | Kết nối trực tiếp với Quốc lộ 18 tại Xã Quảng Thành | Kết nối trực tiếp với Quốc lộ 18 tại Xã Quảng Thành | Kết nối trực tiếp với Quốc lộ 18 tại Xã Quảng Thành |
| --------------------------------------------------- | --------------------------------------------------- | --------------------------------------------------- | --------------------------------------------------- | --------------------------------------------------- | --------------------------------------------------- | --------------------------------------------------- | --------------------------------------------------- |
| IC                                                  | Ngã ba Quảng Thành                                  | 0.00                                                | Quốc lộ 18                                          | Điểm đầu Quốc lộ 18B                                | Quảng Ninh                                          | Hải Hà                                              | Xã Quảng Thành                                      |
| BR                                                  | Cầu Quảng Đức                                       | ↓                                                   |                                                     | Vượt sông Tấn Mài                                   | Quảng Ninh                                          | Hải Hà                                              | Xã Quảng Đức                                        |
| IC                                                  | Ngã ba xã Quảng Đức                                 | 6.5                                                 | TT. Quảng Đức                                       |                                                     | Quảng Ninh                                          | Hải Hà                                              | Xã Quảng Đức                                        |
| IC                                                  | Lối vào công ty TNHH Phú Lâm                        | 8.1                                                 | Công ty TNHH Phú Lâm                                |                                                     | Quảng Ninh                                          | Hải Hà                                              | Xã Quảng Đức                                        |
| PS                                                  | Đèo Tài Phật                                        | 10.6                                                |                                                     |                                                     | Quảng Ninh                                          | Hải Hà                                              | Xã Quảng Đức                                        |
| IC                                                  | Ngã ba Bảo Lâm                                      | 16.3                                                | Quốc lộ 18C, Bình Liêu                              |                                                     | Quảng Ninh                                          | Hải Hà                                              | Xã Quảng Đức                                        |
| IC                                                  | Nút giao Bắc Phong Sinh                             | 16.9                                                | Quốc lộ 18C, Móng Cái                               |                                                     | Quảng Ninh                                          | Hải Hà                                              | Xã Quảng Đức                                        |
|                                                     | Cửa khẩu Bắc Phong Sinh                             | 17.0                                                | Cửa khẩu Bắc Phong Sinh                             | Điểm cuối Quốc lộ 18B                               | Quảng Ninh                                          | Hải Hà                                              | Xã Quảng Đức                                        |
| Kết nối với Quốc lộ 18C tại km 16.9 đi Móng Cái     |                                                     |                                                     |                                                     |                                                     |                                                     |                                                     |                                                     |
| 1.000 mi = 1.609 km; 1.000 km = 0.621 mi            |                                                     |                                                     |                                                     |                                                     |                                                     |                                                     |                                                     |